# Arthur Blank
Arthur M. Blank, né le 7 septembre 1942, à Sunnyside, État de New York, est un homme d'affaires américain, cofondateur de Home Depot. Aujourd'hui, il est plus connu pour sa philanthropie, et comme propriétaire de la franchise de National Football League, les Falcons d'Atlanta et de la franchise de la Major League Soccer, Atlanta United.